# Antioch (California)
Antioch è una città degli Stati Uniti, situata al centro della California, nella Contea di Contra Costa.